# Somatisierung (Psychologie)
Somatisierung beschreibt die Neigung, körperliches Unwohlsein und Symptome, die nicht auf krankhafte somatische Befunde zurückzuführen sind, trotzdem körperlichen Erkrankungen zuzuschreiben und eine Körper-medizinische Behandlung dafür anzustreben. Es wird angenommen, dass diese Neigung häufig eine Reaktion auf psychosoziale Belastungen ist. Andere Autoren beschreiben, dass anhaltende Somatisierung („somatische Fixierung“) auch bei organischen Erkrankungen eine Rolle spielen kann. Dabei konzentrieren sich der Arzt, der Patient oder dessen Familie ausschließlich und unangemessen auf die somatischen Aspekte eines umfassenderen Problems. Somatisierung ist Grundlage des im Diagnoseschlüssel ICD-10 enthaltenen Begriffs der Somatoformen Störungen (F45).

## Somatisierung als Folge der Konversion
| Somatisierung               | Somatisierung               |
| --------------------------- | --------------------------- |
| {\displaystyle \Downarrow } | {\displaystyle \Downarrow } |
| Affektkorrelat              | Affektäquivalent            |

Nach theoretischer Auffassung der Psychoanalyse stellt die Somatisierung das Ergebnis der Konversion (Umwandlung) von Affekten wie Angst, Aggression, Wut, Ärger, Schuld, sexuellen Triebwünschen auf Organe dar. Sie ist somit ein Vorgang der psychophysischen Korrelation (Abwärtseffekt). Genannte Affekte können sich in Erektionsstörungen, Erröten, Ohnmacht, Kopfschmerzen beziehungsweise Migräne oder Magen-Darm-Störungen äußern. Diese physischen Symptome lassen sich auch als psychosomatische Krankheiten einordnen. In beiden Sichtweisen bezeichnet die Somatisierung das Verdrängen von unerträglichen psychischen Zuständen auf die körperliche Ebene, um dabei eine psychische Entlastung zu erfahren. Ist der Patient sich dabei bewusst über die Zuordnung seiner Gefühle zu den physischen Symptomen, spricht man von Affektkorrelat, andernfalls von Affektäquivalent. Bei der Konversion ist sich der betroffene Patient meist der Reaktion auf psychosoziale Belastungen zumindest teilweise bewusst (Affektkorrelat), siehe auch: Ausdruckskrankheit. Die Somatisierung stellt einen Abwehrmechanismus dar. Sigmund Freud beschreibt 1894 die Konversion als 
„... die Unschädlichmachung der unverträglichen Vorstellung dadurch, daß deren Erregungssumme ins Körperliche umgesetzt wird.“

## Somatisierung als Folge der Alexithymie
Unter Somatisierung als Folge der Alexithymie werden physische Symptome bezeichnet, die sich in der Form zeigen, dass der Patient Schwierigkeiten hat, Emotionen adäquat bei sich wahrzunehmen, Affektqualitäten zu unterscheiden und diese schließlich sprachlich zu symbolisieren beziehungsweise ihnen sprachlichen Ausdruck zu verleihen. Auch das Konzept der Bereitstellungskrankheiten verweist auf ähnliche Ursachen psychosomatischer Krankheitsentstehung im Zusammenhang mit der weitgehenden Verdrängung emotionaler Krankheitsfaktoren (Affektäquivalent).

## Somatisierung als iatrogene Fixierung
Die Somatisierung kann ebenfalls teilweise iatrogen erfolgen, wenn der Patient zum Beispiel durch die medizinische Diagnostik letztendlich eine Fixierung auf Körpersymptome ohne Krankheitswert entwickelt und diese durch wiederholte Ausschlussdiagnostik ausschließen lassen will.